# John Wilton
Sir John Gordon Noel Wilton (22 de Novembro de 1910 – 10 de Maio de 1981) foi um oficial sénior do Exército Australiano. Serviu como Chefe do Estado-maior do exército, entre 1963 e 1966, e como Presidente do Comité de Chefes do Estado-maior, o antecessor da actual posição de Chefe do Estado-maior das Forças Armadas Australianas, entre 1966 e 1970. O período no qual comandou o exército e depois as forças armadas, que totaliza oito anos, corresponde quase à totalidade do período em que a Austrália participou na Guerra do Vietname.